# Université nationale expérimentale du Grand Caracas
 (mars 2019).
Le contenu est difficilement compréhensible vu les erreurs de traduction, qui sont peut-être dues à l'utilisation d'un logiciel de traduction automatique.
L'université nationale expérimentale du Grand Caracas (UNEXCA) est une université publique du Venezuela sous la tutelle du ministère du Pouvoir populaire pour l'éducation universitaire, la science et la technologie, dont le siège principal est situé à La Floresta, paroisse de Chacao, municipalité de Chacao, à l’est du centre géographique du Grand Caracas. Elle a été fondée le 27 février 2018.

## L'histoire

### Origines
L'université expérimentale nationale du Grand Caracas est issue de la transformation conjointe du collège universitaire Francisco de Miranda (CUFM), du professeur du collège universitaire José Lorenzo Pérez Rodríguez (CUPJLPR) et du collège universitaire de Caracas (CUC).
Ce centre universitaire d'enseignement supérieur est à l'origine responsable de la gestion des programmes nationaux de formation (PNF), des carrières et des programmes de formation avancée (PFA) autorisés par le Bureau de la planification du secteur universitaire (OPSU), qui formeront le domaine universitaire.
Le 27 février 2018, par le biais du Journal officiel extraordinaire no 41 349, le décret présidentiel no 3 293 a été publié, créant l'université universitaire expérimentale du Grand Caracas (UNEXCA), en accord avec la mission Alma Mater, en tant qu'université expérimentale nationale, dotée de la personnalité juridique. et son propre patrimoine, distinct et indépendant du Trésor national.
Le 1 er août 2018, le professeur Alí Ramón Rojas Olaya est nommé premier recteur de l'université expérimentale nationale du Grand Caracas par le biais du Journal officiel n ° 41 451.

## Composition

### Les facultés

#### Sciences économiques et sociales
- École de gestion.
- École de comptabilité publique.
- Ecole de Distribution et de Logistique.
- Ecole de tourisme.
- École de travail social.

#### Éducation
- École d'éducation.
  - Éducation spéciale.
  - L'éducation préscolaire.

#### Ingénierie
- Ecole d'Ingénierie Informatique.

## Programmes de formation nationaux
- Administration.
- Comptabilité publique.
- Distribution et logistique.
- Éducation spéciale.
- Génie Informatique.
- Tourisme.
  - Logement Mention.
  - Mention Gastronomie.
  - Mention de gestion du tourisme.
  - Mention d’orientation touristique.

## Degré d'associé
- Éducation spéciale,
- L'éducation préscolaire,
- Travail social

## Recteurs
- Alí Ramón Rojas Oyala (2018–)

## Les accords
- Banco Bicentenario